# Francisco Grahl
Francisco Guillermo Grahl (San Justo, 5 marzo 1992) è un calciatore argentino, centrocampista del Real Estelí.

## Caratteristiche tecniche
È un mediano.

## Carriera
Cresciuto nelle giovanili dell'Almirante Brown, ha esordito in prima squadra il 5 agosto 2013 in occasione del match pareggiato 1-1 contro il Banfield.

## Statistiche

### Presenze e reti nei club
Statistiche aggiornate al 13 marzo 2018.
| Stagione        | Squadra         | Campionato      | Campionato | Campionato | Coppe nazionali | Coppe nazionali | Coppe nazionali | Coppe continentali | Coppe continentali | Coppe continentali | Altre coppe | Altre coppe | Altre coppe | Totale | Totale | Totale |
| Stagione        | Squadra         | Comp            | Pres       | Reti       | Comp            | Pres            | Reti            | Comp               | Pres               | Reti               | Comp        | Pres        | Reti        | Pres   | Reti   |        |
| --------------- | --------------- | --------------- | ---------- | ---------- | --------------- | --------------- | --------------- | ------------------ | ------------------ | ------------------ | ----------- | ----------- | ----------- | ------ | ------ | ------ |
| 2013-2014       | Almirante Brown | BN              | 32         | 6          | CA              | 0               | 0               |                    | -                  | -                  |             | -           | -           | 32     | 6      |        |
| 2014            | Atl. Tucumán    | BN              | 20         | 1          |                 | -               | -               |                    | -                  | -                  |             | -           | -           | 20     | 1      |        |
| 2015            | Atl. Tucumán    | BN              | 18         | 1          | CA              | 0               | 0               |                    | -                  | -                  |             | -           | -           | 18     | 1      |        |
| 2016            | Atl. Tucumán    | PD              | 0          | 0          | CA              | 0               | 0               |                    | -                  | -                  |             | -           | -           | 0      | 0      |        |
| 2016-2017       | Almagro         | BN              | 38         | 3          | CA              | 2               | 0               |                    | -                  | -                  |             | -           | -           | 40     | 3      |        |
| 2017-2018       | Atl. Tucumán    | PD              | 11         | 0          | CA              | 2               | 0               | CL                 | 0                  | 0                  |             | -           | -           | 13     | 0      |        |
| Totale carriera | Totale carriera | Totale carriera | 119        | 11         |                 | 4               | 0               |                    | 0                  | 0                  |             | -           | -           | 123    | 11     |        |

## Palmarès

### Club

#### Competizioni nazionali
- Primera B Nacional: 1

Atlético Tucumán: 2015